# Heimwee
Heimwee è il quinto album in studio della cantante olandese Eefje de Visser, pubblicato il 13 settembre 2024.

## Tracce
Testi e musiche di Eefje de Visser.
1. Hoe doe je dat – 4:04
2. Vlammen – 3:59
3. Gloeien – 3:58
4. Weekenden – 3:44
5. Hoor je het hart kloppen – 4:11
6. Beeld hangt stil – 4:12
7. Wolk breekt – 4:10
8. Ik weet dat hij het wil – 4:13
9. Reizen – 3:55
10. Uit het oog – 4:18
11. Vlug – 3:20
12. Heimwee – 3:34

## Classifiche
| Classifica (2024) | Posizione massima |
| ----------------- | ----------------- |
| Belgio (Fiandre)  | 1                 |
| Paesi Bassi       | 4                 |